# Melpum
La cité étrusque de Melpum ou Melphum était une ville étrusque située près de l'actuelle ville de Milan en Lombardie.

## Histoire
Melpum aurait probablement été élevée sur le site même où se dresse l'actuelle ville de Melzo, dans la province de Milan. Mentionnée et évoquée à plusieurs reprises par Pline l'Ancien, l'origine et la fondation de l'antique ville étrusque de « Melpum » sont toutefois portées à caution par de nombreux archéologues et historiens. De facto, aucun élément matériel n'est venu accréditer et corroborer le postulat selon lequel « Melpum » fut une ville appartenant à l'Étrurie padane,,,.
La ville de Melpum a été détruite par les Gaulois cisalpins (Insubres, Boïens et Sénons) lors de la deuxième vague d'invasions celtes dans la plaine du Pô en 396 av. J.-C.

« Ont péri encore [...] et Melpum, ville opulente qui, d'après Cornéliun Népos, fut détruite par les Insubriens, les Boïens et les Senons, le jour de la prise de Véies par Camille. »

— Pline, Histoire Naturelle, III,21,3.